# 佐恩河畔沙富斯
佐恩河畔沙富斯（法語：Schaffhouse-sur-Zorn，发音：[ʃafuz.syʁ.zɔʁn] 或 [ʃafuz.syʁ.t͡sɔʁn]；德语：Schaffhausen an der Zorn）是法国下莱茵省的一个市镇，属于萨韦尔讷区和布克斯维莱尔县（Bouxwiller）。该市镇总面积3.67平方公里，2009年时的人口为385人。

## 人口
佐恩河畔沙富斯人口变化图示